# Richard Perner
Richard Perner (* 11. Oktober 1876 in Alt Waldenburg im heutigen Regierungsbezirk Chemnitz; † 30. Mai 1955 in Hamburg) war ein Schriftsetzer, Redakteur und halbamtlicher Senator im Hamburger Senat.

## Leben und Beruf
Nach einer Ausbildung (1891–1893) als Schriftsetzer war Perner in diesem Beruf tätig und schloss sich der SPD an.
Ab 1903 war Perner als Redakteur in Forst (Lausitz) tätig. 1907 wechselte er nach Brandenburg an der Havel als Redakteur zur Brandenburger Zeitung, dem offiziellen Parteiorgan der Sozialdemokratie. Ab 1909 schrieb Perner in Hamburg für das Hamburger Echo. Von 1916 bis 1919 musste Perner am Ersten Weltkrieg teilnehmen. Bis zum Verbot des Hamburger Echos am 3. März 1933 war Perner dort einflussreicher Redakteur.
Während der Aktion Gitter wurde Perner im August 1944 festgenommen und bis September 1944 im KZ Fuhlsbüttel inhaftiert.

## Abgeordneter und Senator
Von 1905 bis 1907 war Perner Stadtverordneter für die SPD in Forst. In Hamburg wurde Perner 1919 in die Hamburger Bürgerschaft gewählt, dieser gehörte er bis 1933 an.
Als Carl Legien Ende Dezember 1920 starb, war Perner Nachrücker für dessen Mandat im Reichstag für den Wahlkreis 14. Bei der Reichstagswahl 1920 wurde die Abstimmung im 14. Wahlkreis wegen der im Friedensvertrag von Versailles festgelegten Volksabstimmung  im Herzogtum Schleswig aufgeschoben. Deshalb waren Legien und später Perner mit der Übergangsbestimmung § 38 des Reichswahlgesetzes vom 27. April 1920 noch Reichstagsabgeordnete bis zur Nachwahl am 20. Februar 1921. Perner war knapp sechs Wochen Reichstagsabgeordneter.
Am 5. April 1928 wurde Perner in den Hamburger Senat gewählt, dem er bis zu seinem Rücktritt am 15. September 1931, anlässlich einer Senatsverkleinerung als halbamtlicher Senator angehörte.